# René Janssens (peintre)
Pour les articles homonymes, voir René Janssens.
René Janssens, né à Bruxelles, le 1er janvier 1870 et mort à Ixelles, le 4 février 1936, est un peintre, un dessinateur, un aquarelliste et un graphiste belge.
Son champ pictural, de facture réaliste, couvre essentiellement les intérieurs, les portraits, les scènes de genre et les paysages. Il est, en 1893, l'un des quinze membres fondateurs du cercle artistique belge Le Sillon. 

## Biographie

### Famille

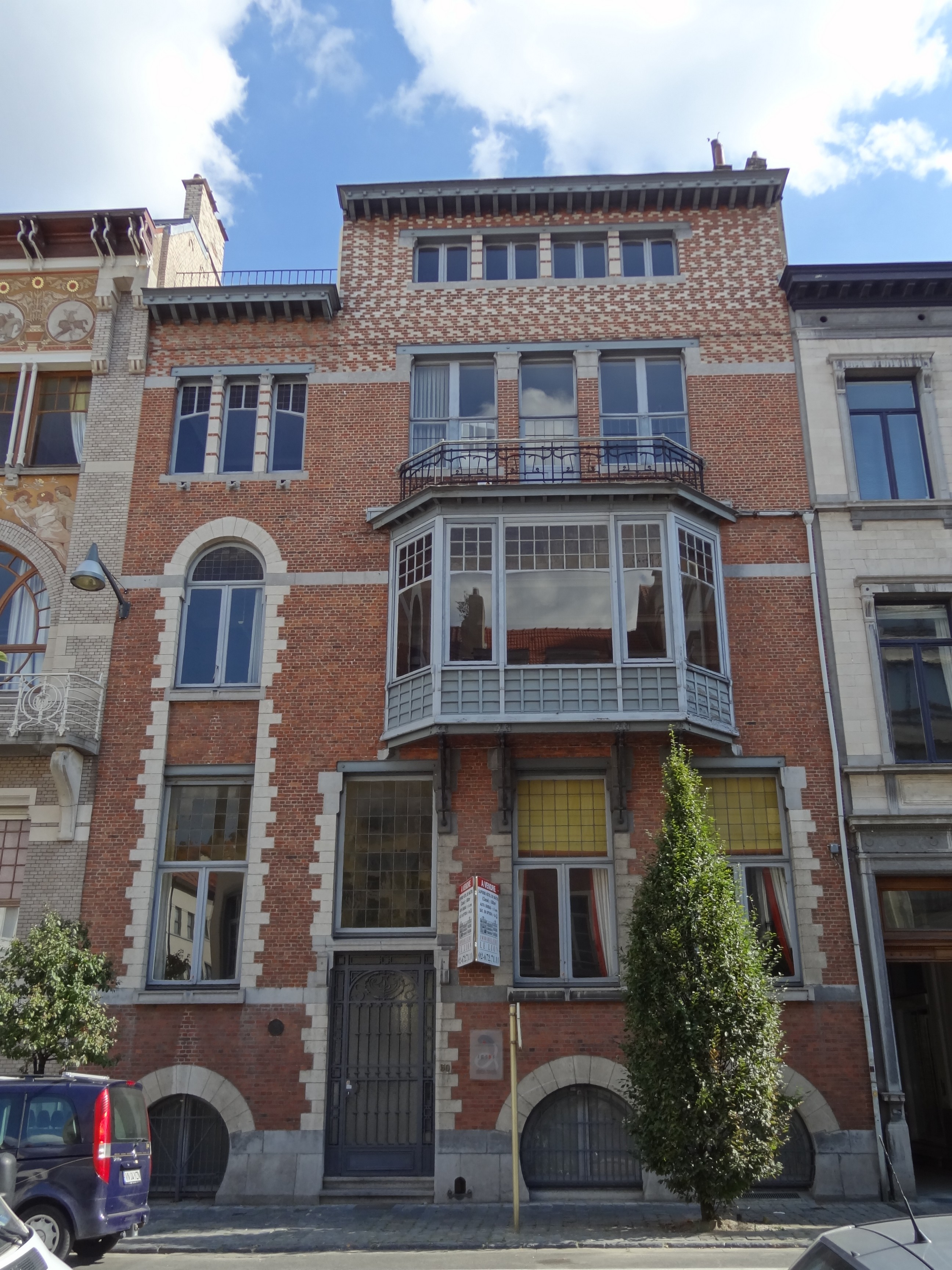
Hôtel René Janssens, édifié au no 50 de la rue Defacqz à Ixelles en 1898 par l'architecte Paul Hankar.

René (Emile Jean René) Janssens, né à Bruxelles, rue des Comédiens, no 21 le 1er janvier 1870, est le fils d'Eugène Dorothé Janssens (1831-1900), docteur en médecine, chirurgie et accouchements, puis inspecteur en chef du service d'hygiène et de statistique de la ville de Bruxelles, et de Catherine Emilie Van Nerom (1833), tous deux natifs de Bruxelles, où ils se sont mariés le 12 avril 1866. 
René Janssens épouse à Saint-Gilles, le 14 novembre 1904, Henriette Adeline Vannérus, née à Diekirch, Luxembourg, le 22 novembre 1867 et morte à Ixelles le 12 janvier 1953. Elle est la soeur de l'archiviste Jules Vannérus. Le couple, sans enfants, réside à l'Hôtel René Janssens, de style Art nouveau, édifié au no 50 de la rue Defacqz à Ixelles en 1898 par l'architecte Paul Hankar,.

### Formation
René Janssens est, de 1885 à 1892, étudiant à l'Académie royale des beaux-arts de Bruxelles, de même qu'à l'atelier de Jean-François Portaels. Il parfait sa formation à Paris auprès du peintre décorateur et ornemaniste Pierre-Victor Galland,.

### Carrière
En 1893, René Janssens devient l'un des quinze membres fondateurs du cercle artistique Le Sillon et participe à la première exposition du mouvement qui a lieu du 28 janvier au 12 février 1893,. Il participe aussi régulièrement aux expositions du cercle Pour l'art, de même qu'aux salons triennaux belges : le Salon de Gand, à partir de 1895, et jusqu'en 1929, le Salon d'Anvers, et plusieurs Salons de Bruxelles.
En raison de la grippe, René Janssens, qui réside depuis quelque temps à l'avenue Molière, meurt à Ixelles, à l'âge de 66 ans, le 4 février 1936. Ses funérailles ont lieu dans l'intimité,.

## Œuvres

### Caractéristiques
Son champ pictural, de facture réaliste et attentive aux lumières tamisées, couvre essentiellement les intérieurs, les portraits, les scènes de genre et paysages, avec un tropisme pour la représentation des scènes la vie bourgeoise. Son ton opulent n'est pas sans rappeler Alfred Verhaeren. Il est également un dessinateur, un aquarelliste et un graphiste. Le quotidien Le Soir voit en lui un artiste d'une grande délicatesse de tons et d'une composition très bien étudiée,.
Lettré et écrivain, René Janssens publie, en 1935, aux éditions Hayez, un ouvrage intitulé Les Maîtres de la critique d'art qui retrace l'évolution de cette critique depuis Charles Perrault, en passant par Victor Hugo et Charles Baudelaire, jusqu'aux contemporains et dans lequel il expose ses idées sur la peinture d'intérieur.

### Réception critique
En 1936, la nécrologie parue dans La Libre Belgique témoigne : 

« René Janssens avait passé, jadis, par l'atelier Portaels. Il en avait gardé le goût des toiles conçues avec soin, réalisées avec une délicatesse prenante, un charme tout intime. C'était un « intérieuriste ». Son propos n'était pas d'exprimer, comme on a dit à une certaine époque, « l'âme des choses », mais de les bien rendre dans le bon dessin, dans la juste nuance, le détail typique ou intéressant et il y ajoutait avec une sage modération l'enveloppe, où les objets domestiques ont l'air de vivre discrètement, d'une certaine vie, si l'on peut dire, où c'est surtout les mouvements de la nôtre, nos sentiments que nous introduisons. Ses intérieurs jouissent, à juste titre, d'une belle réputation. »

### Expositions

#### Expositions triennales belges
- Salon de Gand (XXXVI) de 1895 : Intérieur d'atelier[8].
- Salon de Bruxelles de 1900 : Vieux logis seigneurial[10].
- Salon de Gand (XXXIX) de 1902[11].
- Salon de Bruxelles de 1903 : Le Vieux bureau, La Chambre dorée et La Chambre close[12].
- Salon de Gand (XL) de 1906[13].
- Salon de Bruxelles de 1907 : Le Salon de musique[14].
- Salon de Gand (XLII) de 1913[4].
- Salon d'Anvers de 1920[15].
- Salon de Gand (XLIII) de 1922[16].
- Salon d'Anvers de 1923[17].
- Salon de Gand (XLIV) de 1925[4].
- Salon de Gand (XLV) de 1929[4].

#### Autres expositions belges
- Exposition du cercle Le Sillon (I) du 28 janvier au 12 février 1893[6].
- Exposition du cercle Le Sillon (II), ouverte le 14 avril 1894 : Vision d'automne et Les Deux Flandres[18].
- Exposition du cercle Le Sillon (III), ouverte le 5 octobre 1895 : Portrait du sculpteur Weygers et Intérieur de l'église de Furnes[19].
- Salon du cercle Pour l'art (IV) de 1896 : Étude[20].
- Salon de Liège de 1896 : Étude et Salomé[20].
- Exposition du cercle Le Sillon (IV), ouverte le 3 octobre 1896 : Portrait d'homme, Accessoires, Intérieur d'atelier, Intérieur d'église, Chanson du faune[21].
- Exposition du cercle Le Sillon (V), ouverte le 1er octobre 1897 : études du vieux Bruxelles, Portrait du gouverneur du Brabant[22].
- Exposition au Cercle artistique de Bruxelles en janvier 1898 : une trentaine de toiles, dont des portraits, des coins du vieux Bruxelles, Intérieur de Saint-Marc, La Chapelle Saint-Sauveur, Un atelier, Suite versaillaise[23].
- Salon du cercle Pour l'art (VIII) de 1900, ouvert le 20 janvier : Portrait de mon père, et une série d'intérieurs[24].
- Exposition au Cercle artistique de Bruxelles, conjointement avec Berthe Art, en mars 1901 : Vieille cour, vieux jardins, béguinages, portrait du père de l'artiste[25].
- Salon du cercle Pour l'art (IX) de 1901, du 19 janvier au 18 février 1901[26].
- Salon du cercle Pour l'art (X) de 1902, ouvert le 18 janvier 1902 : Sacristie, acquis par l'administration des beaux-arts[27].
- Salon de Liège de 1902[28].
- Exposition du cercle Le Sillon (X) de 1903[29].
- Salon du cercle Pour l'art (XII) de 1904, ouvert le 16 janvier 1904 : Corridor sombre, Couloir d'église[30].
- Exposition au Cercle artistique de Bruxelles, conjointement avec Fernand Khnopff, du 14 au 23 mars 1904 : Ouvroir[31].
- Salon du cercle Pour l'art (XIII) de 1905, ouvert le 13 janvier 1905[32].
- Exposition d'aquarelles et de pastels à Anvers, salle de la rue Vénus, en mars 1906 : Intérieur de sacristie[33].
- Exposition exclusive au Cercle artistique, du 21 novembre au 1er décembre 1907[34].
- Salon du cercle Pour l'art (XVIII) de 1910, ouvert le 5 février 1910 : La Cour de la noble rose à Furnes[35].
- Salon du cercle Pour l'art (XIX) de 1911, du 11 février au 13 mars 1911 : Enclos mystique et Vieux Bruxelles[36].
- Exposition conjointe avec René de Baugnies au Cercle artistique, en décembre 1911[37].
- Salon du cercle Pour l'art (XX) de 1912, jusqu'au 3 mars 1912[38].
- Salon du cercle Pour l'art (XXI) de 1913, en février 1913[39].
- Salon du cercle Pour l'art (XXII) de 1914, ouvert le 31 janvier 1914 : Vieux logis seigneurial acquis par la reine Élisabeth après sa visite[40].
- Salon du cercle Pour l'art (XXIII) de 1921, ouvert en avril 1921[41].
- Salon de Printemps de la Société des beaux-arts de 1921 : Le Vieux logis[42].
- Salon du cercle Pour l'art (XXIV) de 1922, ouvert le 29 avril 1922[43].
- Salon du cercle Pour l'art (XXV) de 1923, rétrospective en avril 1923 : Portrait du docteur Janssens[44].
- Salon de Printemps de la Société des beaux-arts de 1923[45].
- Exposition de la Société royale belge des aquarellistes de 1924[46].
- Salon du cercle Pour l'art (XXVII) de 1925[47].
- Exposition de la Société royale belge des aquarellistes (XLII) de 1926[48].
- Salon du cercle Pour l'art (XXIX) de 1927 : des intérieurs et des roses[49].
- Exposition de la Société royale belge des aquarellistes de 1927[50].
- Salon du cercle Pour l'art (XXX) de 1928[51].
- Exposition de la Société royale belge des aquarellistes de 1929 : Salon rouge[52].

#### Expositions européennes
- Exposition des beaux-arts au palais municipal de Luxembourg en octobre 1920[53].
- Exposition d'art belge à Nice, ouverte le 7 avril 1928[54].

### Galerie d'œuvres

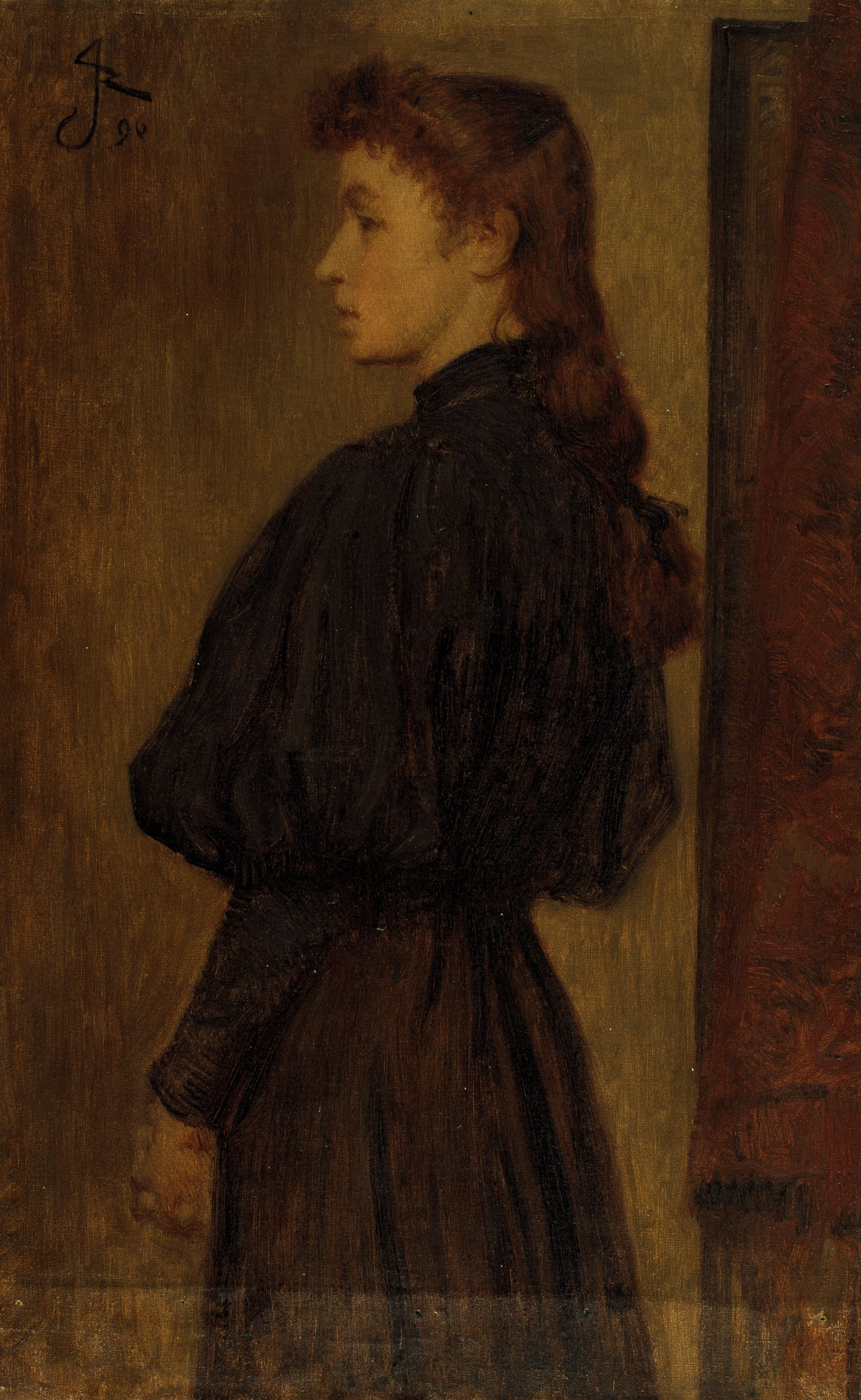
Portrait de jeune femme (1896), Musée des Beaux-Arts de Gand..
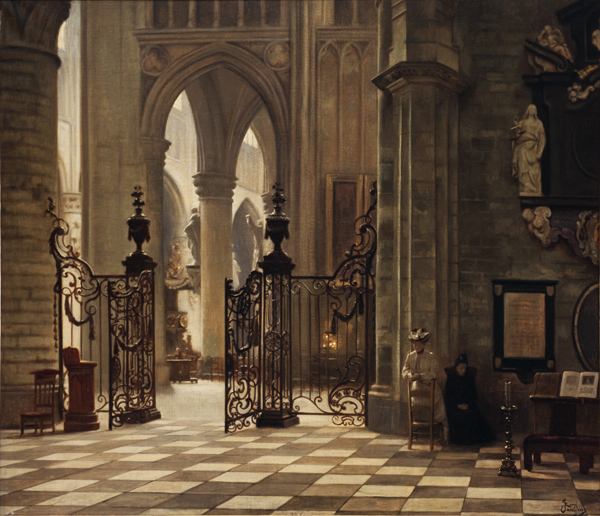
Intérieur d'église, Musée des Beaux-Arts de Tournai..
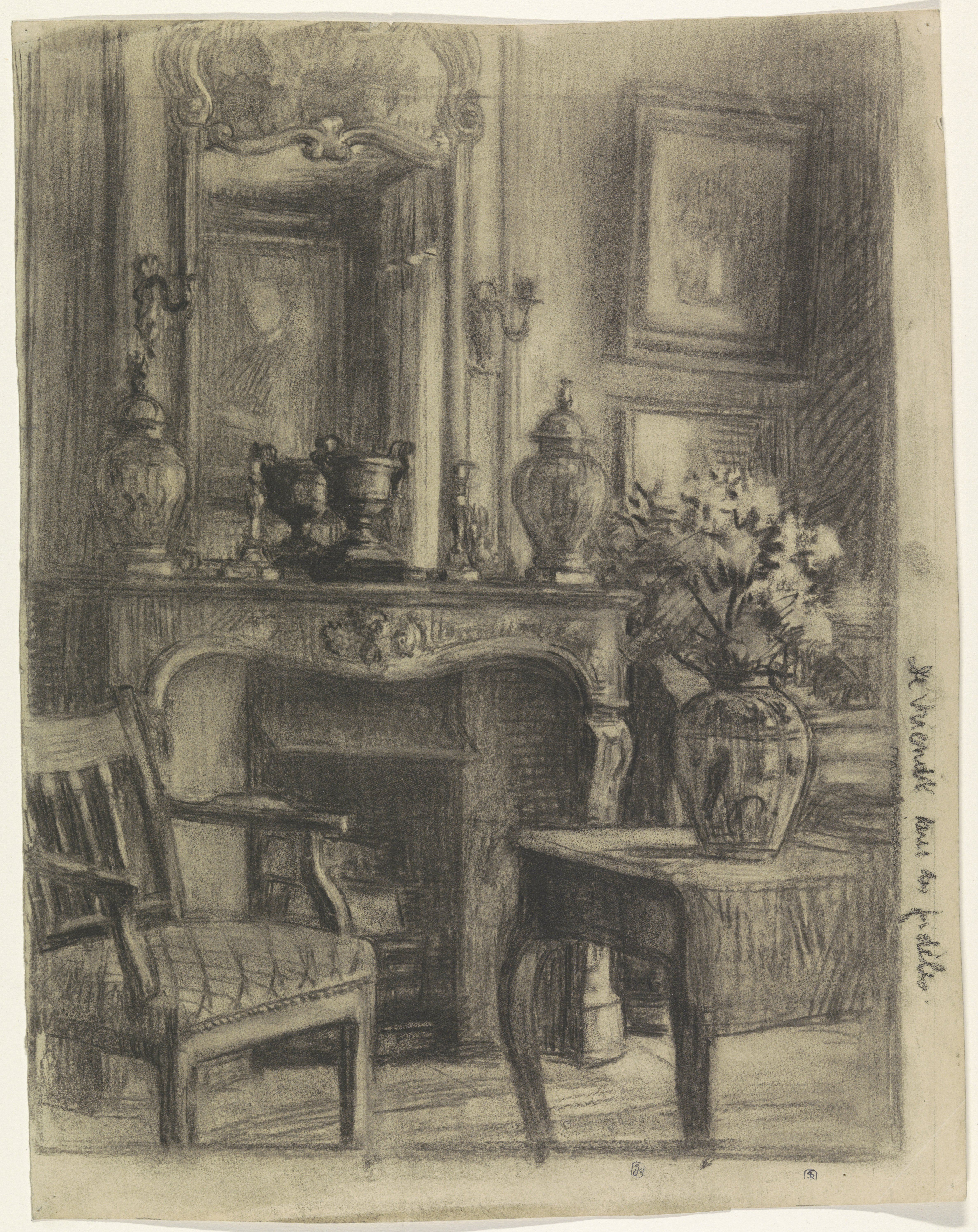
Intérieur du bureau de M. et Mme Janssens, avenue Molière à Ixelles, Rijksmuseum Amsterdam..
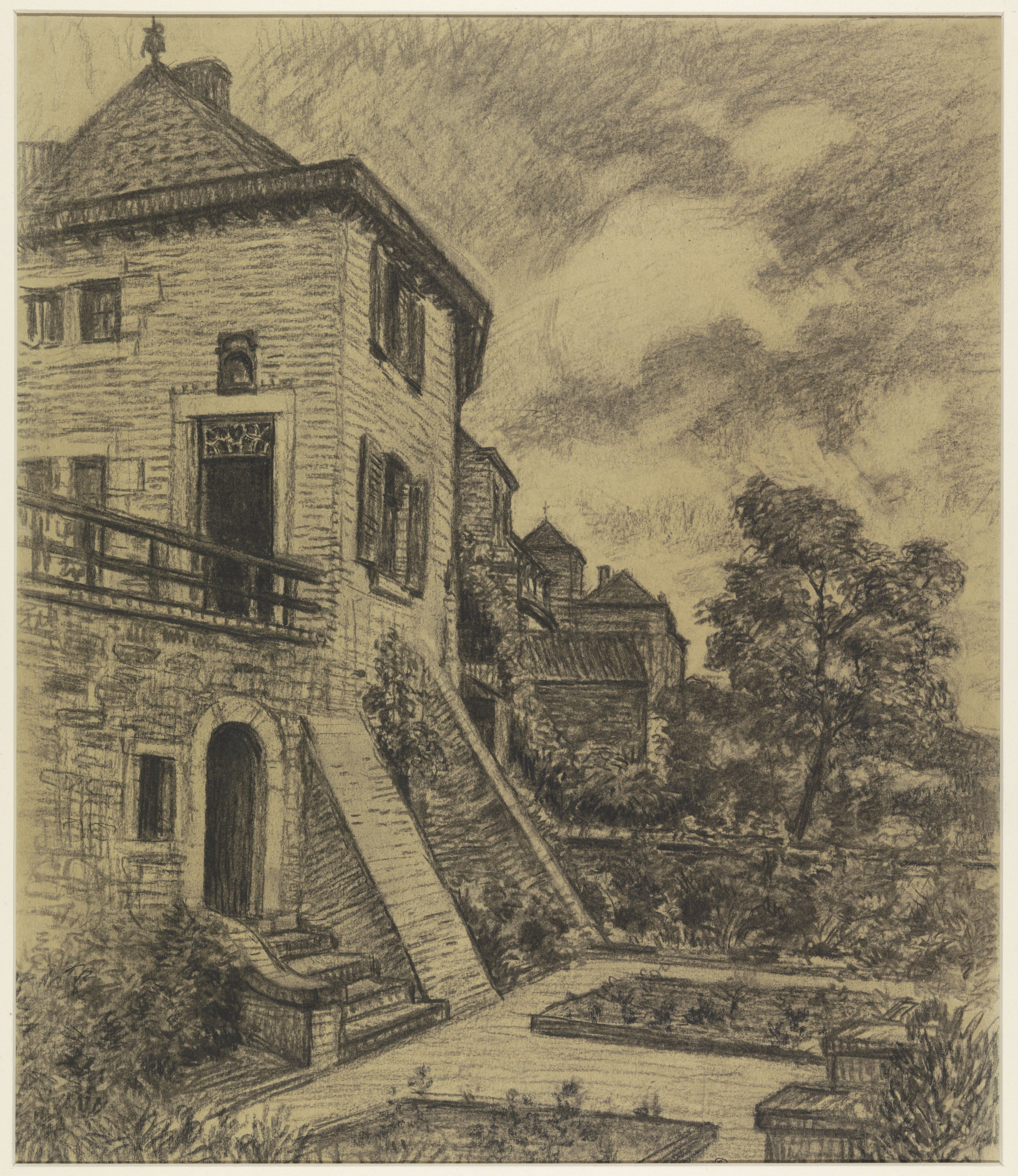
La propriété Lebœuf-Thys à Dalhem, Rijksmuseum Amsterdam..
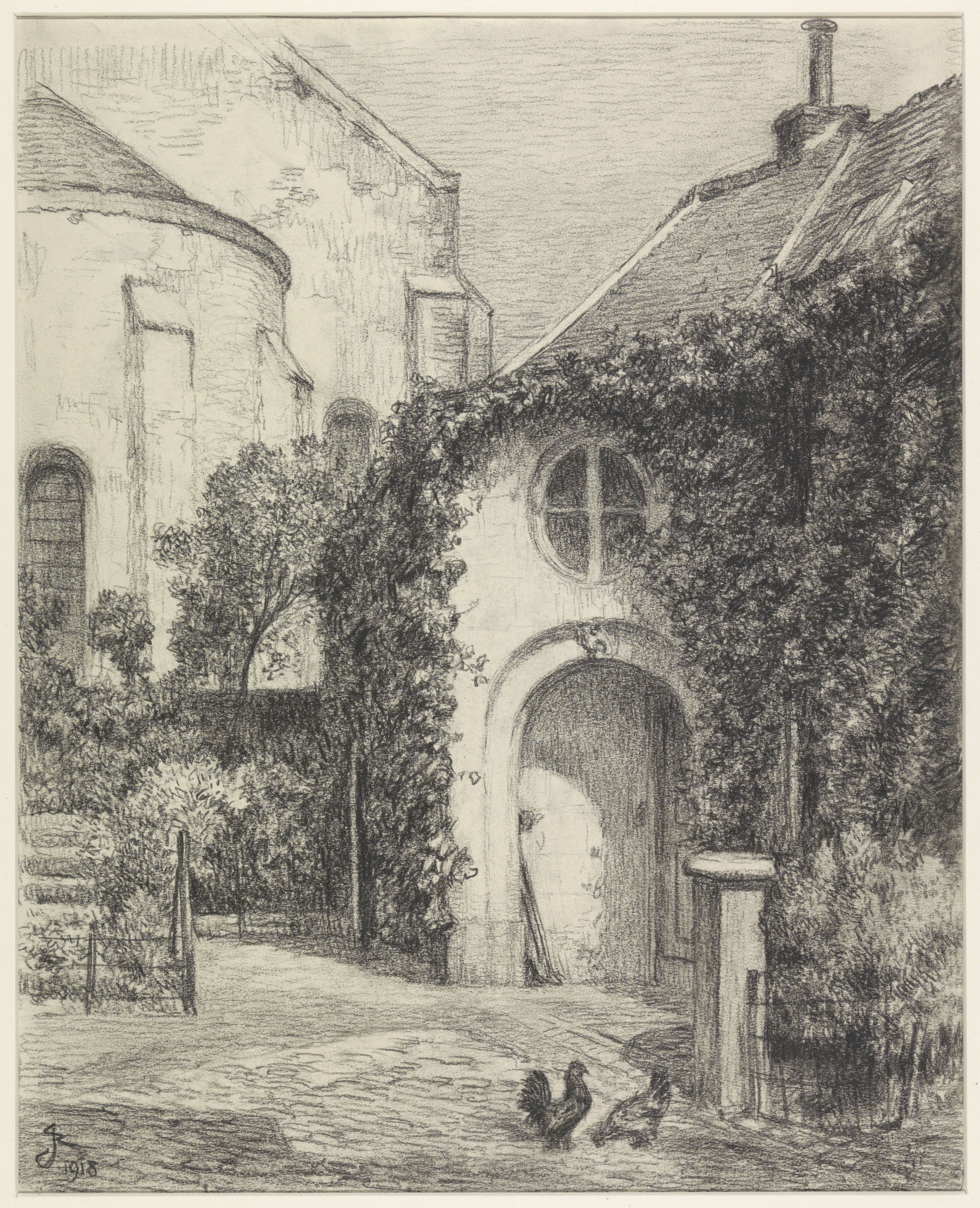
Portail de jardin à l'arrière d'une église (1918), Rijksmuseum Amsterdam..

### Collections muséales
Plusieurs institutions muséales conservent des œuvres de René Janssens : 
- Musées royaux des Beaux-Arts de Belgique : L'Escalier, La Lecture (1895), Portrait de la mère de l'artiste (1892), Paysage à Fontenay-le-Fleury et Vue de Bormes-les-Mimosas[55].
- Musée des Beaux-Arts de Gand[13].
- Musée d'Ixelles : Intérieur de sacristie et Vieux logis, acquis en 1906[56].
- Musée des Beaux-Arts de Tournai.
- Rijksmuseum Amsterdam[57].

## Prix René Janssens
René Janssens est membre de l'Académie royale des sciences, des lettres et des beaux-arts de Belgique. Un prix, triennal, décerné afin de récompenser les portraits et les peintures d'intérieurs, depuis 1943 à au moins 2007, porte son nom : le Prix René Janssens.

## Distinction
- Officier de l'ordre de la Couronne (9 décembre 1919)[59].
- Officier de l'ordre de Léopold (26 juillet 1930)[60].